# Ылы
Озеро Ылы (тур. Ilı Gölü — «горячее озеро») — небольшое пресноводное озеро, расположенное в северной части кальдеры вулкана Немрут-Даг на Армянском нагорье в восточной части Турции. Озеро расположено на высоте 2247 метров над уровнем моря, имеет наибольшую глубину 11 м.

## Образование озера
Около 270 тыс. лет назад очередное извержение стратовулкана Немрут-Даг привело к поэтапному обвалу его конуса и образованию кальдеры. Юго-западная часть кальдеры обвалилась ранее остальных, в связи с чем глубина кальдеры в юго-западной части наибольшая, и в образовавшейся котловине возникло пресноводное озеро Немрут. Впоследствии, поток лавы одного из небольших извержений Немрут-Дага в посткальдеровый период отделило от озера Немрут небольшую его северную часть — озеро Ылы.

## Особенности озера
Питание озера происходит в основном за счет горячих источников, связанных с вулканической деятельностью Немрут-Дага — озеро располагается точно на разломе вулкана. В связи с этим его средняя температура на 10 °C выше, чем должна была бы быть у озера на такой высоте в таких климатических условиях. В настоящее время известно по меньшей мере 4 таких источника у поверхности озера. В связи с небольшой глубиной в летнее время за счет дополнительного нагревания от Солнца температура воды на поверхности озера достигает 60 °C.

## Иллюстрации
|                                             |                            |                                                            |
| Озеро Немрут слева вдали и озеро Ылы справа | Вид на озеро Ылы с востока | Разлом коры под Немрут-Дагом и направление лавовых потоков |

## Топографические карты
- Лист карты J-38-XIII. Масштаб: 1 : 200 000. Издание 1973 г.